# Gifré Gol
Gifré Gol Terradellas, (nacido el 2 de julio de 1944 en  Badalona, Cataluña) es un exjugador y entrenador de baloncesto español. 

## Trayectoria
Se inicia en el mundo del baloncesto en  las categorías inferiores del Joventut, donde su padre Pere entrenaba. Con solo 17 años ya es jugador de pleno derecho del primer equipo verdinegro, donde juega por un espacio de 11 años, y en el que gana una liga (temporada 1966-67) y una Copa (año 1968). Se retira como jugador con 29 e inicia una etapa, primero como jugador-entrenador en el Círcol Catòlic de Badalona, luego como ayudante de Aito García Reneses en el equipo badalonés y como primer entrenador del CB Mollet, Hospitalet, Canet, de nuevo Hospitalet, y Español.